# La Fille du Pharaon

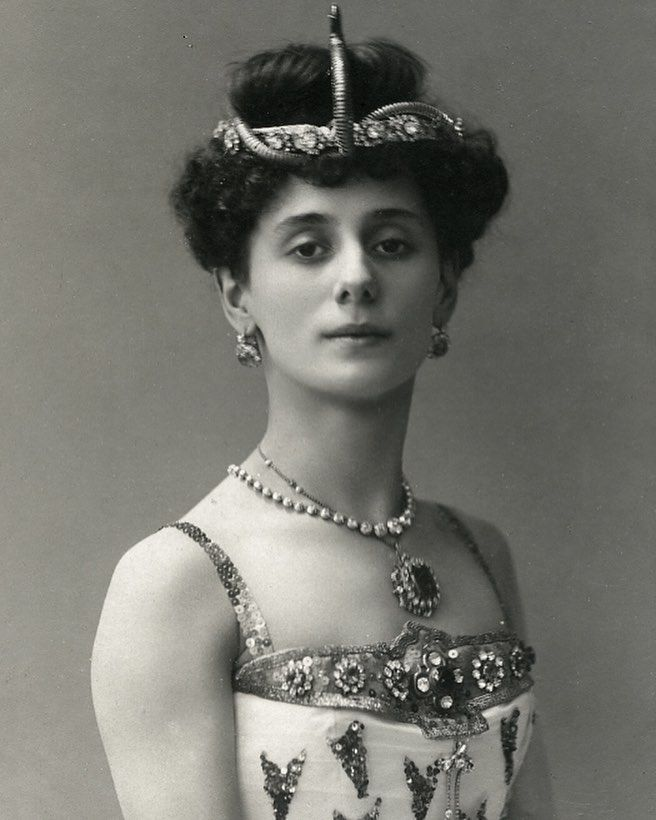
Anna Pawlowa als „Tochter des Pharao“, 1910

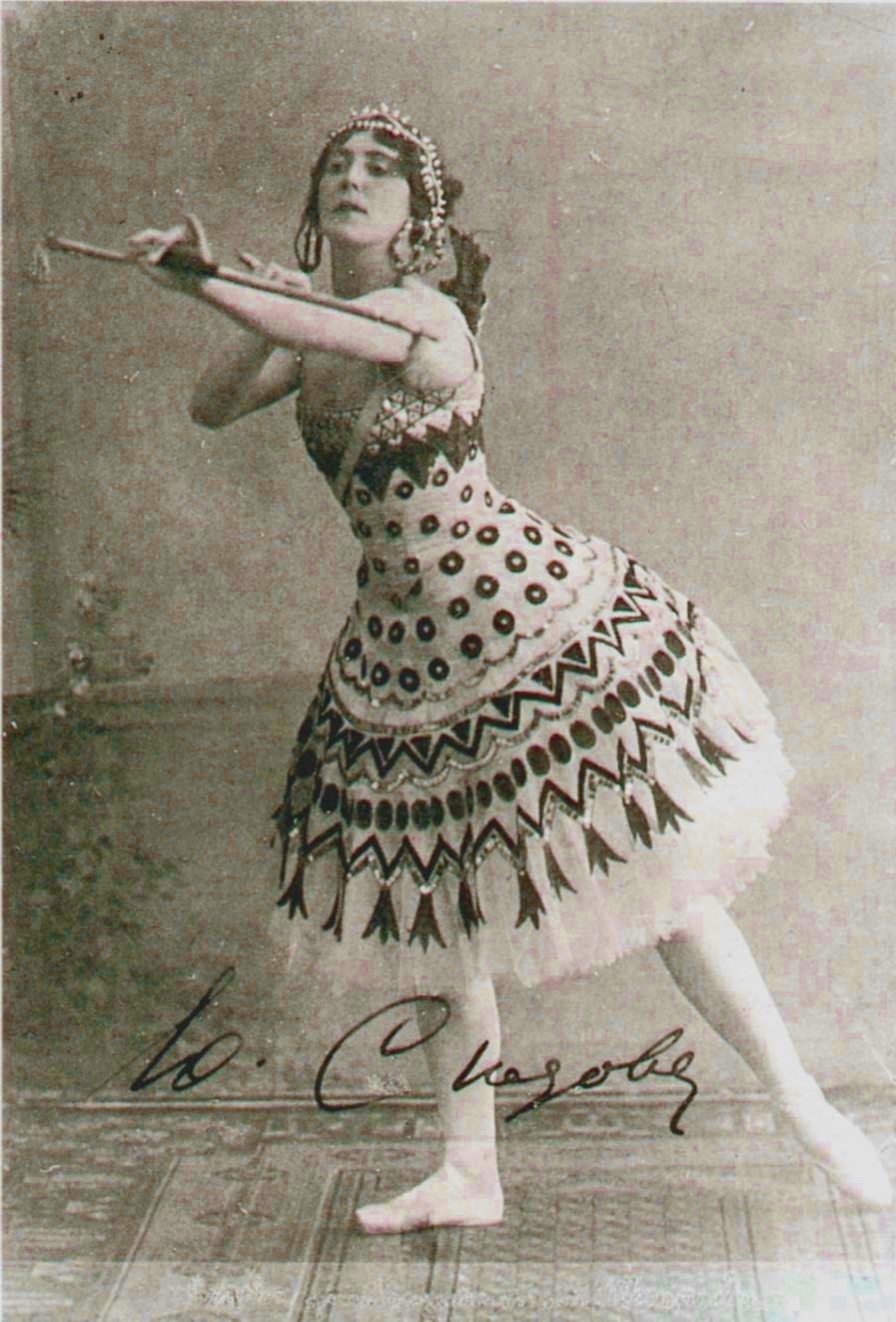
Julia Sedova (1880–1969) als Aspicia in La Fille du Pharaon, ca. 1905

La Fille du Pharaon (Die Tochter des Pharao; russisch: Дочь фараона (Doch’ Faraona); englisch: Pharaoh’s Daughter) ist ein Ballett in 3 Akten und 9 Szenen mit Prolog und Epilog von Marius Petipa und Cesare Pugni. Das Libretto von Jules-Henri Vernoy de Saint-Georges basiert auf dem Le Roman de la Momie (1858) von Théophile Gautier.
Die Weltpremiere fand am 18. Januarjul. / 30. Januar 1862greg. im kaiserlichen Bolschoi-Kamenny-Theater in Sankt Petersburg statt, mit Carolina Rosati und Marius Petipa in den Hauptrollen.

## Rollen
- Aspicia, ägyptische Prinzessin, die Tochter des Pharao
- Lord Wilson/Ta-Hor
- John Bull/Passifont, Gefährte von Lord Wilson/Ta-Hor
- Ramzea, Dienerin und Vertraute von Aspicia
- ein Fischer
- Frau des Fischers
- Der Flussgott Nil
- der Pharao, Vater von Aspicia
- Der König von Nubien

## Inhalt

### Prolog
Der englische Reisende Lord Wilson und sein Diener und Reisegefährte John Bull sind nach Ägypten gekommen und müssen zusammen mit ihren einheimischen Führern während eines Sandsturms in einer antiken Grabanlage Schutz suchen. Nachdem einer der Führer Lord Wilson den Sarkophag der Tochter eines ägyptischen Pharaos gezeigt hat, beginnen die Männer Opium zu rauchen. Wilson und Bull fallen in halluzinatorische Träume und sehen Aspicia, die Tochter des Pharaos, aus ihrem Sarg steigen. Sie legt ihre Hand auf Lord Wilsons Herz und entschwindet in einer Wolke.

### Akt 1

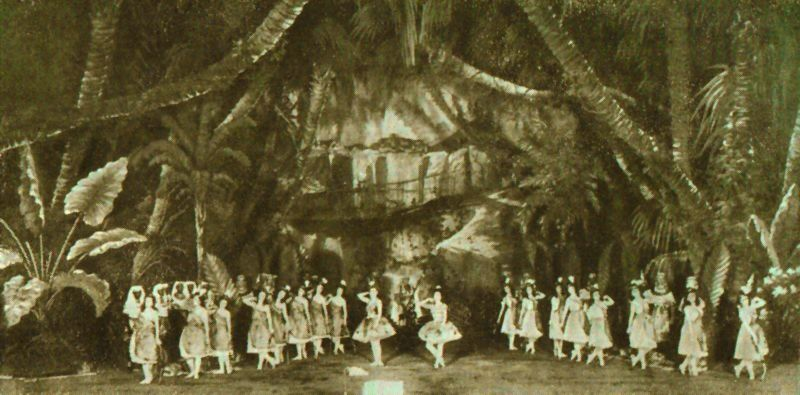
Der „Pas des chasseresses“ (Tanz der Jägerinnen) im 1. Akt, 1898

Wilson und Bull sind in der Zeit um ungefähr 3500 Jahre zurückgereist und als Ägypter „reinkarniert“. Sie heißen nun Ta-Hor und Passifont und geraten in eine Löwenjagd des pharaonischen Hofstaates. Ta-Hor und die Prinzessin Aspicia verlieben sich ineinander und er rettet sie vor einem Löwen.

### Akt 2
Bei einem gigantischen Fest im Palast des Pharao macht der König von Nubien Aspicia einen Heiratsantrag. Nachdem alle gegangen sind, flieht sie unter Hilfe ihrer Vertrauten Ramzea und eines Dieners mit ihrem Geliebten Ta-Hor. Der Pharao und der König von Nubien sind außer sich und lassen sie verfolgen.

### Akt 3

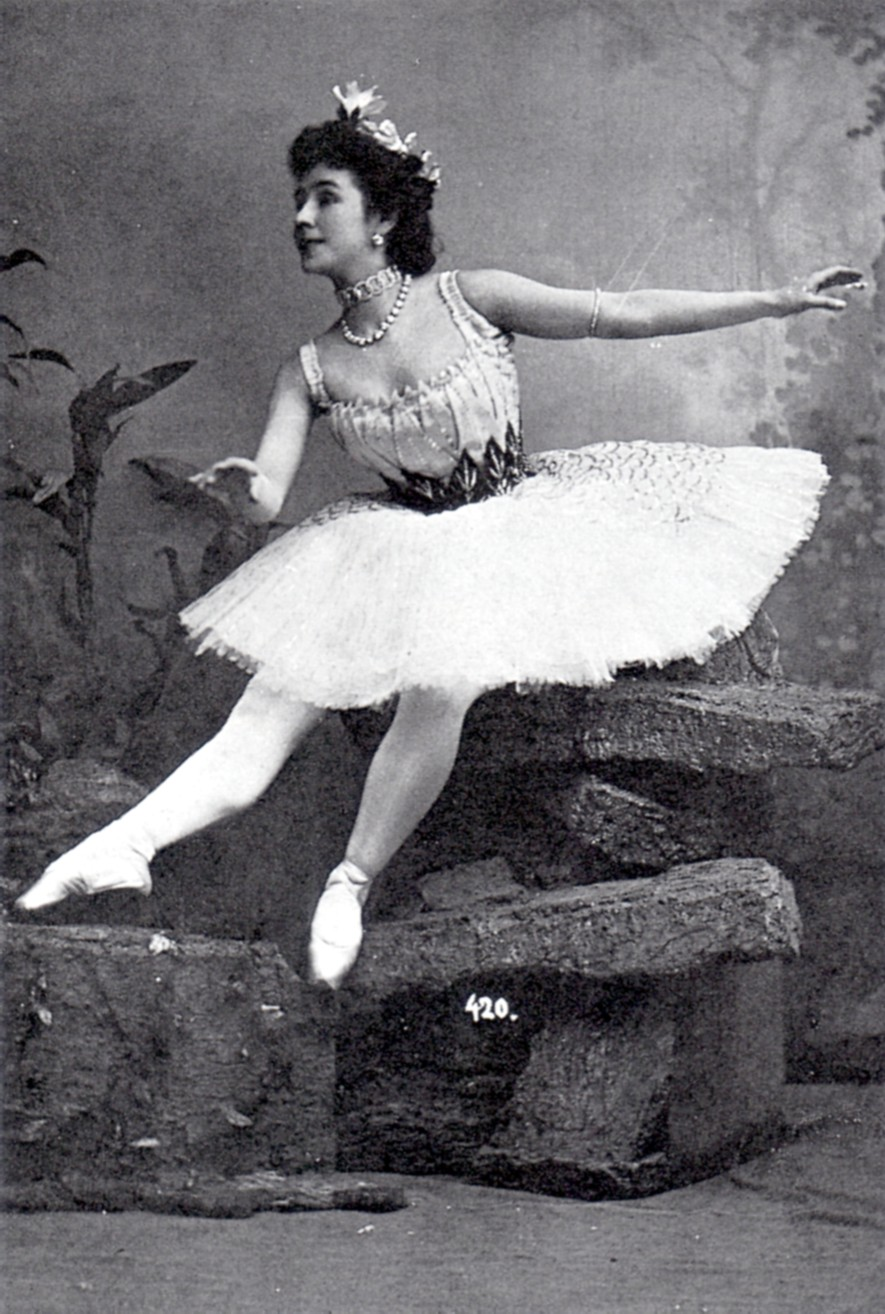
Mathilde Kschessinskaya als Aspicia im Unterwasserreich des Nils (3. Akt), um 1900

Aspicia und Ta-Hor verstecken sich in der Hütte eines Fischers am Rande des Nil. Die Fischer tanzen für sie. Als Aspicia allein zurückbleibt, taucht der nubische König mit seinen Häschern auf und versucht Aspicia für sich zu gewinnen. Als er sie bedroht, springt sie kurzerhand in den Fluss.
Es folgt die zauberhafteste Szene des Ballettes: Aspicia versinkt in den Fluten und gelangt in das Unterwasserreich des Flussgottes Nil, wo gerade ein Ball stattfindet: in dem Grand Pas des fleuves, ruisseaux et sources tanzen unter anderem die Gottheiten von sechs großen Flüssen: der Guadalquivir aus Spanien, die englische Themse, der Rhein, der Huang Ho aus China, die russische Neva und der Tiber aus Italien. Danach sieht Aspicia in einer Vision ihren geliebten Ta-Hor und der Flussgott erlaubt ihr an Land zurückzukehren. In einer Muschelschale schwebt sie nach oben an die Wasseroberfläche.
Im Palast befindet sich der gefangene Ta-Hor vor dem Pharao, der ihm mitteilt, dass er durch einen Schlangenbiss sterben muss, wenn er Aspicia nicht zurückbringe. Die Prinzessin erscheint, klagt den König von Nubien an und droht damit, sich selber von der Schlange beißen zu lassen, wenn sie Ta-Hor nicht heiraten darf. Dieser wird freigelassen und der Pharao willigt in die Hochzeit ein, die sofort gefeiert wird. Die Liebenden gehen in einer Apotheose in den Himmel des Osiris ein.

### Epilog
Am Ende erwachen Lord Wilson und Bull aus ihren Halluzinationen und Aspicia kehrt in ihren Sarkophag zurück.

## Aufführungsgeschichte

### Entstehung

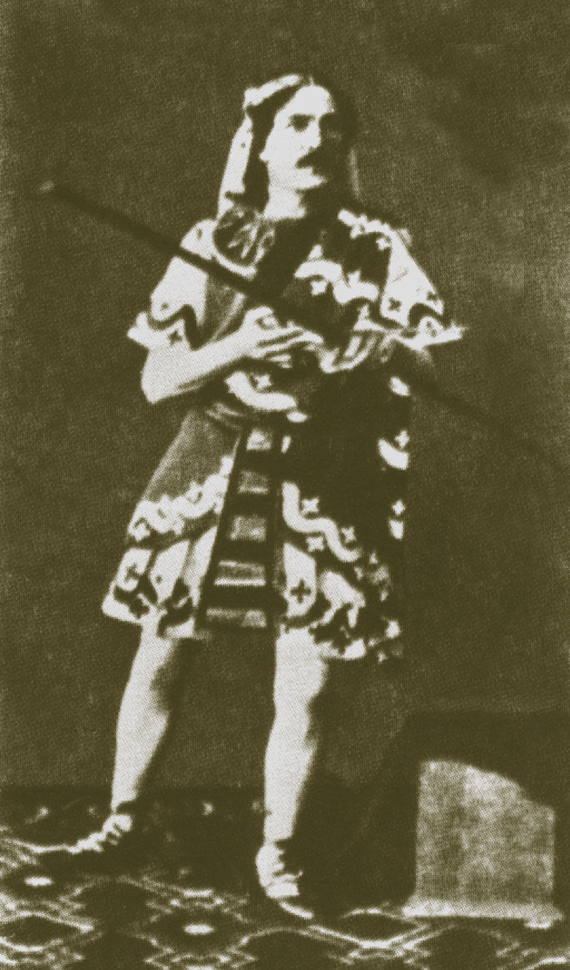
Marius Petipa als Ta-Hor in La Fille du Pharaon, 1862

Das Ballett entstand für die berühmte Ballerina Carolina Rosati, die seit 1859 in Russland war und der man als Abschluss ihres Engagements (und ihrer Karriere) die Hauptrolle in einem neuen Grand Ballet zu ihren Gunsten zugesichert hatte. Trotz anfänglicher Schwierigkeiten mit dem neuen Theaterdirektor Saburov gelang es Marius Petipa – der zu dieser Zeit noch erster Tänzer (Premier danseur) des kaiserlichen Ballettes war – zusammen mit dem Komponisten Cesare Pugni in nur sechs Wochen ein grandioses Spektakel auf die Beine zu stellen, das selbst die kühnsten Erwartungen des russischen Publikums übertraf.
Das vom Alten Ägypten inspirierte Libretto zu La Fille du Pharaon hatte Petipa 1861 auf einer Paris-Reise von Jules-Henri Vernoy de Saint-Georges erworben. Es basierte auf dem Roman de la Momie (1858) von Théophile Gautier und bot die Möglichkeit für ein fantasievolles und farbenprächtiges Ballett-Spektakel, das den zeitgenössischen Geschmack für das Exotische ansprach. Auf seiner Rückreise nach Russland besuchte Petipa auf der Suche nach Inspirationen auch das Ägyptische Museum in Berlin.
La Fille du Pharaon war Petipas erste Choreografie für ein abendfüllendes großes Ballett, nachdem er in seinen sieben russischen Jahren davor mehrere Ein- oder Zweiakter geschaffen hatte.

### Uraufführung
In der Premiere am 18. Januarjul. / 30. Januar 1862greg. im kaiserlichen Bolschoi-Kamenny-Theater in Sankt Petersburg tanzten an der Spitze von 400 Mitwirkenden (davon 80 Tänzer) Carolina Rosati in der Titelrolle, Marius Petipa als Lord Wilson/Ta-Hor, Lyubov Radina als Ramzea, Timofei Stukolkin als John Bull/Passifont, Lev Ivanov als Fischer, Alexandra Kemmerer als Frau des Fischers, Nikolai Goltz als Pharao und Felix Kschessinsky als König von Nubien. Das Ballett dauerte 4 Stunden. Es war ein riesiger Erfolg und Petipa wurde danach zum zweiten Ballettmeister (nach dem premier maitre de ballet Arthur Saint-Léon) ernannt, er zog sich jedoch erst 1869 offiziell als Tänzer von der Bühne zurück. Nachdem die Rosati Sankt Petersburg verlassen und sich von der Bühne zurückgezogen hatte, übernahm Petipas Frau Maria Surovshchikova-Petipa die Titelpartie der Aspicia, die eine ihrer Glanzrollen blieb.

### Petipas Revisionen

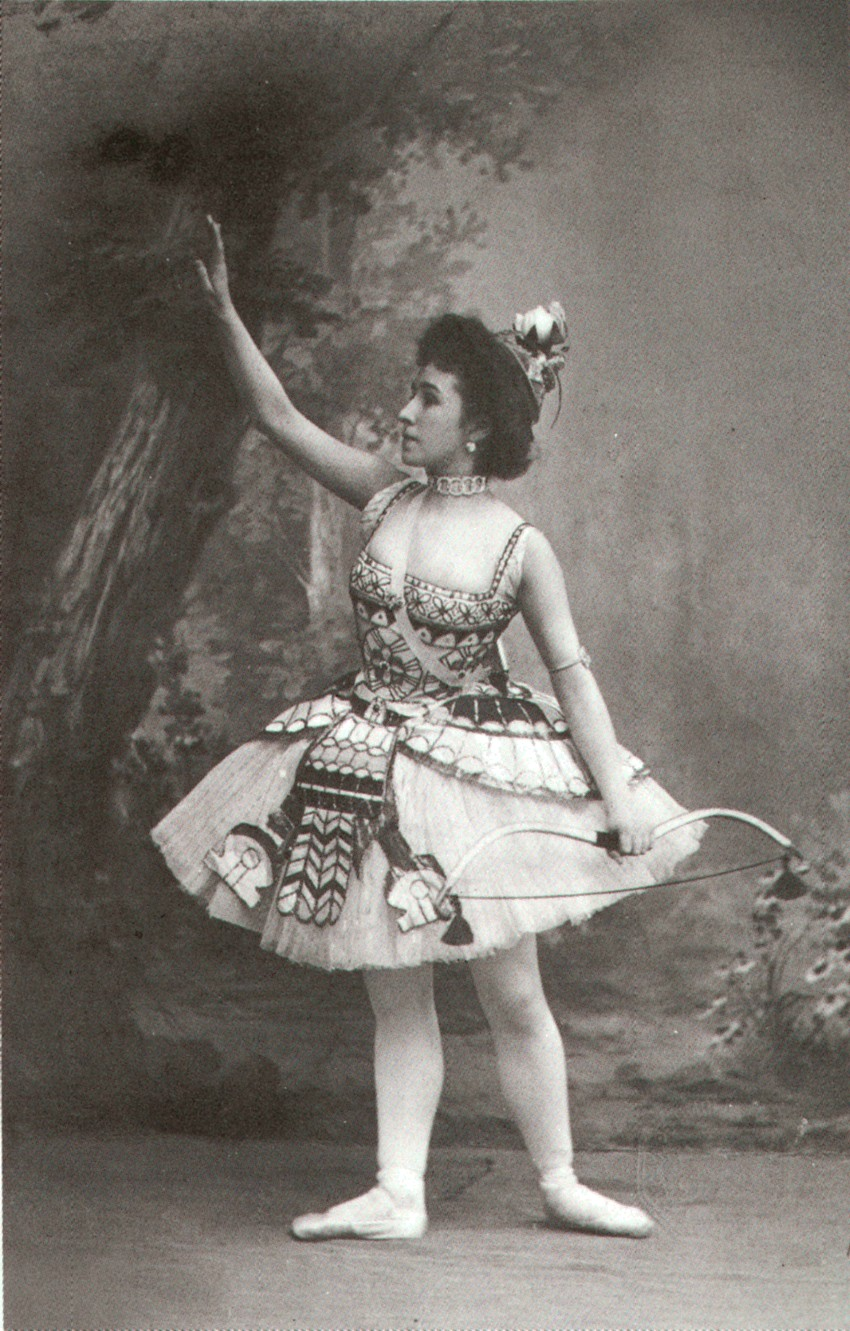
Mathilde Kschessinskaya als Aspicia im „Pas de flèche“ (1. Akt), 1898

Petipa revidierte das Ballett zum ersten Mal 1885. Die Premiere dieser Version sollte am 10. Novemberjul. / 22. November 1885greg. im kaiserlichen Mariinski-Theater stattfinden und war ursprünglich mit Eugenia Sokolova als Aspicia geplant. Diese verletzte sich jedoch am Fuß und konnte nicht auftreten. Ganz kurzfristig sprang daher die italienische Primaballerina Virginia Zucchi ein, die gerade erst in Russland angekommen war und eigentlich erst im Dezember in La Fille mal gardée von Paul Taglioni und Peter Ludwig Hertel debütieren sollte. Probleme gab es, als die Zucchi verlangte, dass man den Rock ihres Kostümes kürze, weil sie aus Italien ein kürzeres und zum Tanzen bequemeres Tutu gewöhnt war, als in Russland üblich. Als man das ablehnte, soll sie sich zum Entsetzen Petipas einfach selber den Rock abgeschnitten haben. Es gab aber keinen Skandal, sondern das kürzere Tutu wurde in der Folge von den russischen Tänzerinnen übernommen.
Für Virginia Zucchi wurde die Rolle der Aspicia ihr erster großer Triumph in Russland, neben Pavel Gerdt als Ta-Hor/Lord Wilson. Für diese Wiederaufführung des Ballettes komponierte Riccardo Drigo zusätzliche Musik, darunter einen „Pas de sabre“ („Säbeltanz“) und eine „Variation orientale“ für die Primaballerina.
In der Premiere von Petipas letzter Revision von La Fille du Pharaon am 21. Oktoberjul. / 2. November 1898greg. im Mariinski-Theater tanzten Matilda Kschessinskaya (Aspicia), Pavel Gerdt (Lord Wilson/Ta-Hor), Anna Johansson (Ramzea), Sergei Lukyanov (John Bull/Passifont) und Felix Kschessinsky (König von Nubien). Die Choreografie dieser Version wurde in der Stepanov Notation zwischen 1903 und 1906 aufgeschrieben und befindet sich in der Sergeyev Collection der Harvard University.
La Fille du Pharaon war bis um die Jahrhundertwende Petipas populärstes Ballett an den kaiserlichen russischen Theatern und konnte im Jahr 1903 bereits auf 203 Aufführungen zurückblicken; es war auch eins seiner persönlichen Lieblingswerke.

### 20. und 21. Jahrhundert

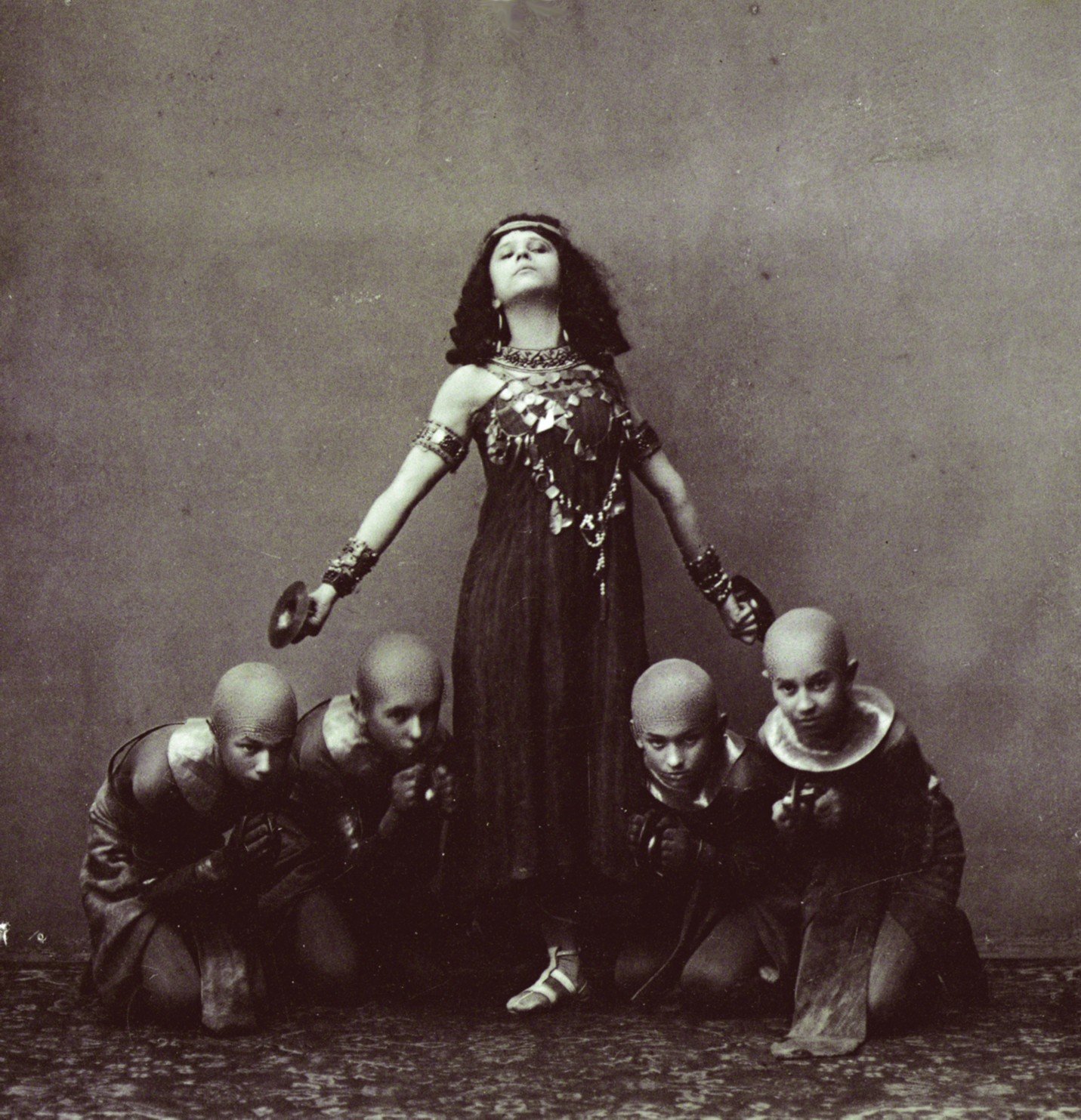
Sofia Fedorova als Sklavin Hita mit Kindertänzern im „Pas des Caryatides“ in Gorskys Tochter des Pharao, 1909

1905 brachte Alexander Gorsky am Bolschoi-Theater in Moskau eine eigene Version des Ballettes heraus, mit relativ realistischen Kostümen, die an ägyptischen Antiquitäten orientiert waren, aber auch mit diversen anderen Veränderungen, die (nicht nur) von Marius Petipa kritisiert wurden, weil sie teilweise den Sinn der Handlung entstellten. Die weibliche Hauptrolle von Gorskys Produktion sollte 1906 Anna Pawlowa tanzen, die jedoch ablehnte, weil ihr diese Version nicht gefiel, und stattdessen einige Wochen später lieber im Sankt Petersburger Original auftrat. Die Aspicia war eine von Pawlowas Glanzrollen und sie tanzte sie auch 1909 während einer Tournee des kaiserlichen russischen Ballettes in Skandinavien, im Baltikum und in Deutschland.
Die Tochter des Pharao wurde nach der russischen Revolution zuletzt 1928 gegeben und dann abgesetzt, weil es dem kommunistischen Regime als Inbegriff zaristischer Dekadenz und Verschwendungssucht galt.
Rudolf Nureyev wollte das Ballett an der Pariser Opéra wieder zum Leben erwecken, was jedoch durch seinen frühen Tod 1993 verhindert wurde.
Im Jahr 2000 erarbeitete Pierre Lacotte für das Bolschoi-Ballett eine eigene Choreografie, die sich stilistisch an Petipa anlehnte und ihre Premiere am 5. Mai 2000 feierte, mit Svetlana Zakharova und Sergei Filin in den Hauptrollen. Lacotte kürzte unter anderem den Grand Pas des fleuves im dritten Akt um drei Variationen (also drei von sechs Flüssen). Diese Produktion war sehr erfolgreich und wurde später auch in Paris gezeigt. Es existiert auch eine Videoaufzeichnung.
Alexander Sotnikov hat eine Ausgabe der Partitur veröffentlicht, bei der die Musik gekürzt und die Reihenfolge der Stücke verändert wurde.
Das Mariinski-Theater brachte eine eigene, rekonstruierte Fassung des Balletts heraus, für die der Choreograph Toni Candeloro Nikolai Sergeyevs Aufzeichnungen in der Harvard Theatre Collection verwendete. Diese Fassung erlebte ihre Premiere am 24. März 2023.

## Aufnahmen
- Cesare Pugni: La Fille du Pharaon, Video-Aufnahme der Version von Pierre Lacotte mit Svetlana Zakharova (Aspacia), Sergei Filin (Lord Wilson/Ta-Hor), Bolschoi-Ballett, Bolschoi Theatre Orchestra, Alexander Sotnikov (BelAir, 2003; DVD)